# Andrew Ventura
Andrew da Silva Ventura (Duque de Caixas, 1 de julho de 2001) é um futebolista brasileiro que atua como goleiro. Atualmente joga no Gil Vicente.

## Carreira

### Botafogo
Nascido em Duque de Caixas, Andrew entrou nas categorias de base do Botafogo em 11 de abril de 2011 aos nove anos de idade. Apesar da distância de onde morava para local de treinamento em Marechal Hermes, foi convencido a não desistir pelo seu irmão mais velho e também goleiro do clube na época, Andrey.¹
Antes de eu entrar no Alvinegro, Andrew jogava na linha e disputando uma pelada acabou indo para gol por conselho do irmão, onde pegou dois pênaltis. Na nova posição, ia com seu irmão treinar em um campo perto de sua casa. Com isso e ajuda de Andrey, conseguiu um teste no Botafogo como goleiro e passou, tendo disputado sua primeira competição como titular em 2012, a Copa Unimed Sub-11, onde ficou em terceiro lugar e conquistado a Copa Zico contra o Oeste, tendo defendido uma penalidade mas cobranças de pênalti.
Quando o centro de treinamento mudou para Niterói, em Caio Martins, chegou a pensar em desistir pela distância e exaustão, mas foi convencido por seu irmão mais velho a continuar, chegando a pegar carona com Jefferson, ex-goleiro e ídolo do clube. Avançando pelas categorias do Glorioso, Andrey disputou a Copinha de 2020 pelo clube.

### Maranhão Atlético
Em 10 de julho de 2020, foi um dos quatro reforços anunciados em uma live pelo presidente do Maranhão Atlético para o Campeonato Maranhense, onde foi apresentado no dia 15 do mesmo mês. Porém sua passagem no clube durou apenas uma mês, já que acabou sendo rebaixado no campeonato estadual e Andrew não chegou a atuar nos dois jogos que o time teve na competição.

### Retorno ao Botafogo
Retornou ao clube em agosto de 2020 e em 2021 disputou apenas uma partida pelo Sub-20 e subiu ao elenco principal para suprir as ausências dos machucados Diego Cavalieri e Gatito Fernández, tendo sido relacionado a algumas partidas mas não chegou a atuar pelo clube. Em junho, o clube carioca tinha um acordo encaminhado para sua transferência ao Gil Vicente.

### Gil Vicente
Em 19 de julho de 2021, Andrew assinou contrato até 2024 e foi anunciado pelo Gil Vicente, de Portugal, com o Botafogo mantendo 30% de seu passe para uma futura venda. Fez sua estreia pelo clube lusitano em 17 de outubro, na goleada por 5–0 sobre o Condeixa em jogo da Taça de Portugal.
Assumindo a titularidade do clube no final de 2021 após a saída de Agustín Marchesín para o Porto, Andrew renovou seu contrato em 13 agosto de 2022 até 2026 com clube e foi uma das principais peças que ajudaram o clube a classificar-se para a Liga Conferência. No início da temporada 2022–23, foi listado dos melhores jogadores Sub-23 pelo jornal italiano Corriere dello Sport. No dia 26 de fevereiro de 2023, ajudou o clube a conquistar a primeira vitória de sua história no Estádio do Dragão ao bater o Porto por 2–1 na 22ª rodada da Primeira Liga, quebrando um tabu de 27 anos.
Em dezembro de 2023, chegou a 50 jogos pelo Galo na partida contra o Sporting. Atuou 28 jogos na temporada 2022–23 e foi um dos responsáveis por sua permanência na primeira divisão.

## Seleção Brasileira

### Sub-18
Em julho de 2019, foi convocado pela primeira vez às categorias de base do Brasil para um período de treinos no Sub-18.

### Sub-23
Andrew foi um 18 dos convocados para representar o Brasil nos Jogos Pan-Americanos de 2023, em Santiago. Fez sua estreia pela categoria e atuou nos primeiros 45 minutos na vitória por 3–0 sobre Honduras no último jogo da fase de grupos, sagrando-se campeão ao bater o Chile por 4–2 nos pênaltis após empate de 1–1 no tempo normal.
Andrew também foi convocado para Torneio Pré-Olímpico de 2024, mas optou por recusar a convocação para focar no clube onde estava e era titular.

## Vida pessoal
Andrew tem dois irmãos que também são futebolistas: Andrey (mais velho), que também é goleiro e atuou na base do Botafogo e Carlos Henrique (mais novo), que é zagueiro e atuou pelo América Mineiro na base. Andrey e seus irmãos perderam o pai em 2009, tendo a mãe assumido a suas criações sozinha.

## Estatísticas

### Seleção Brasileira
Abaixo estão listados todos jogos e gols do futebolista pela Seleção Brasileira, desde as categorias de base. Abaixo da tabela, clique em expandir para ver a lista detalhada dos jogos de acordo com a categoria selecionada. 
Sub-23
| Ano   |       |      |         |
| Ano   | Jogos | Gols | Assist. |
| ----- | ----- | ---- | ------- |
| 2023  | 1     | 0    | 0       |
| Total | 1     | 0    | 0       |

|    | Data                  | Local                                  | Resultado | Adversário | Gols | Competição           |
| -- | --------------------- | -------------------------------------- | --------- | ---------- | ---- | -------------------- |
| 1. | 29 de outubro de 2023 | Estádio Sausalito, Viña del Mar, Chile | 3–0       | Honduras   | 0    | Jogos Pan-Americanos |